# Giuseppe Annunziata
Giuseppe Annunziata (Sarno, ... – ...; fl. XX secolo) è stato un truccatore italiano.

## Biografia
Annunziata è stato truccatore in diversi film italiani. La sua carriera è iniziata nel 1943 col film Campo de' fiori. Inoltre ha lavorato in alcuni film di Totò come Totò, Eva e il pennello proibito e Totò cerca casa ed in altre pellicole come Vita da cani, Auguri e figli maschi!, Susanna tutta panna, Femmine tre volte, La mortadella, Matrimonio all'italiana.
In seguito ha lavorato fino al 1975 con La pupa del gangster. Nella sua carriera ha collaborato con Vittorio De Sica e Federico Fellini, truccando Sophia Loren e Rita Hayworth in alcuni dei loro film. Ha inoltre collaborato con Nino Rota.

## Filmografia

### Cinema
- Campo de' fiori, regia di Mario Bonnard (1943)
- I dieci comandamenti, regia di Giorgio Walter Chili (1945)
- Malacarne, regia di Pino Mercanti (1946)
- Un americano in vacanza, regia di Luigi Zampa (1946)
- Dove sta Zazà?, regia di Giorgio Simonelli (1947)
- I cavalieri dalle maschere nere (I Beati Paoli), regia di Pino Mercanti (1948)
- Accidenti alla guerra!..., regia di Giorgio Simonelli (1948)
- Totò cerca casa, regia di Mario Monicelli e Steno (1949)
- Marechiaro, regia di Giorgio Ferroni (1949)
- Vita da cani, regia di Mario Monicelli e Steno (1950)
- È arrivato il cavaliere, regia di Mario Monicelli e Steno (1950)
- Auguri e figli maschi!, regia di Giorgio Simonelli (1951)

- La paura fa 90, regia di Giorgio Simonelli (1951)
- Tormento del passato, regia di Mario Bonnard (1952)
- ...e Napoli canta!, regia di Armando Grottini (1953)
- Canto per te, regia di Marino Girolami (1953)
- Teodora, regia di Riccardo Freda (1954)
- La bella di Roma, regia di Luigi Comencini (1955)
- Donne sole regia di Vittorio Sala (1956)
- Saranno uomini, regia di Silvio Siano (1957)
- Totò, Eva e il pennello proibito, regia di Steno (1959)
- Olympia (A Breath of Scandal), regia di Michael Curtiz (1960)